# Віллакучі (Джорджія)
Віллакучі (англ. Willacoochee) — місто (англ. city) в США, в окрузі Аткінсон штату Джорджія. Населення — 1240 осіб (2020).

## Географія
Віллакучі розташоване за координатами 31°20′6″ пн. ш. 83°2′38″ зх. д. / 31.33500° пн. ш. 83.04389° зх. д. (31.335094, -83.044003).  За даними Бюро перепису населення США в 2010 році місто мало площу 9,90 км², з яких 9,89 км² — суходіл та 0,01 км² — водойми.

## Демографія
Згідно з переписом 2010 року, у місті мешкала 1391 особа в 512 домогосподарствах у складі 355 родин. Густота населення становила 141 особа/км².  Було 643 помешкання (65/км²).
Расовий склад населення:
| - 44,4 % — білих - 36,2 % — чорних або афроамериканців - 1,1 % — корінних американців - 0,2 % — азіатів - 0,1 % — вихідців з тихоокеанських островів - 15,6 % — осіб інших рас |

До двох чи більше рас належало 2,4 %. Частка іспаномовних становила 23,1 % від усіх жителів.
За віковим діапазоном населення розподілялося таким чином: 30,5 % — особи молодші 18 років, 57,4 % — особи у віці 18—64 років, 12,1 % — особи у віці 65 років та старші. Медіана віку мешканця становила 32,6 року. На 100 осіб жіночої статі у місті припадало 97,0 чоловіків;  на 100 жінок у віці від 18 років та старших — 96,1 чоловіків також старших 18 років.
Середній дохід на одне домашнє господарство  становив 34 707 доларів США (медіана — 26 518), а середній дохід на одну сім'ю — 37 294 долари (медіана — 24 125). За межею бідності перебувало 44,2 % осіб, у тому числі 66,5 % дітей у віці до 18 років та 17,2 % осіб у віці 65 років та старших.
Цивільне працевлаштоване населення становило 582 особи. Основні галузі зайнятості: сільське господарство, лісництво, риболовля — 31,4 %, виробництво — 28,2 %, освіта, охорона здоров'я та соціальна допомога — 12,0 %, роздрібна торгівля — 11,0 %.